# ISO 3166-2:GB
ISO 3166-2:GB est l'entrée pour le Royaume-Uni de Grande-Bretagne et d'Irlande du Nord dans l'ISO 3166-2, qui fait partie du standard ISO 3166, publié par l'Organisation internationale de normalisation (ISO), et qui définit des codes pour les noms des principales administration territoriales (e.g. provinces ou état fédérés) pour tous les pays ayant un code ISO 3166-1.

## Subdivisions mères
Le royaume, selon la norme, est constitué de quatre entités (nations constitutives) qui sont à ce jour :
- le pays Angleterre (England) avec comme code GB-ENG,
- le pays Écosse (Scotland) avec comme code GB-SCT,
- le pays de Galles (Wales) avec comme code GB-WLS, identifié aussi comme GB-CYM (Cymru en gallois ) ; historiquement, le pays de Galles était mentionné comme une principauté jusqu'en 2011.
- la province Irlande du Nord (Northern Ireland) avec comme code GB-NIR

Sont inclus par souci d'exhaustivité GB-EAW pour l'Angleterre et le pays de Galles (England and Wales), GB-GBN pour la Grande-Bretagne (Great Britain) et GB-UKM pour le Royaume-Uni (United Kingdom)
Les codes pour les dépendances de la couronne ont été supprimés en 2007 :
- GB-IOM  (Isle of Man) pour l'île de Man, basculé vers le code ISO 3166-2:IM
- GB-CHA (Channel Islands) pour les îles Anglo-Normandes
  - GB-JSY  (Jersey) pour Jersey, basculé vers le code ISO 3166-2:JE
  - GB-GSY  (Guernsey) pour l'Guernesey, basculé vers le code ISO 3166-2:GG

On trouve après les codes pour les subdivisions de chaque nation :
- 27 comtés à 2 niveaux , 36 districts métropolitains, 55 autorités unitaires, 32 arrondissement de Londres et 1 corporation urbaine pour l'Angleterre
- 32 zones de conseil (en anglais : council area pour l'Écosse
- 22 autorités unitaires (en anglais : unitary authority) pour le pays de Galles
- 11 districts pour l'Irlande du Nord

## Subdivisions de l'Angleterre

Carte des divisions administratives de l'Angleterre en 2009
comté non-métropolitain
district métropolitain
autorité unitaire
arrondissement de Londres

Comté, autorité et districts
| Code ISO 3166-2           | Nom de la subdivision en anglais    |
| Comté à 2 niveaux (Comté) | Comté à 2 niveaux (Comté)           |
| ------------------------- | ----------------------------------- |
| GB-BKM                    | Buckinghamshire                     |
| GB-CAM                    | Cambridgeshire                      |
| GB-CMA                    | Cumbria                             |
| GB-DBY                    | Derbyshire                          |
| GB-DEV                    | Devon                               |
| GB-DOR                    | Dorset                              |
| GB-ESX                    | East Sussex                         |
| GB-ESS                    | Essex                               |
| GB-GLS                    | Gloucestershire                     |
| GB-HAM                    | Hampshire                           |
| GB-HRT                    | Hertfordshire                       |
| GB-KEN                    | Kent                                |
| GB-LAN                    | Lancashire                          |
| GB-LEC                    | Leicestershire                      |
| GB-LIN                    | Lincolnshire                        |
| GB-NFK                    | Norfolk                             |
| GB-NYK                    | North Yorkshire                     |
| GB-NTH                    | Northamptonshire                    |
| GB-NTT                    | Nottinghamshire                     |
| GB-OXF                    | Oxfordshire                         |
| GB-SOM                    | Somerset                            |
| GB-STS                    | Staffordshire                       |
| GB-SFK                    | Suffolk                             |
| GB-SRY                    | Surrey                              |
| GB-WAR                    | Warwickshire                        |
| GB-WSX                    | West Sussex                         |
| GB-WOR                    | Worcestershire                      |
| District métropolitain    |                                     |
| GB-BNS                    | Barnsley                            |
| GB-BIR                    | Birmingham                          |
| GB-BOL                    | Bolton                              |
| GB-BRD                    | Bradford                            |
| GB-BUR                    | Bury                                |
| GB-CLD                    | Calderdale                          |
| GB-COV                    | Coventry                            |
| GB-DNC                    | Doncaster                           |
| GB-DUD                    | Dudley                              |
| GB-GAT                    | Gateshead                           |
| GB-KIR                    | Kirklees                            |
| GB-KWL                    | Knowsley                            |
| GB-LDS                    | Leeds                               |
| GB-LIV                    | Liverpool                           |
| GB-MAN                    | Manchester                          |
| GB-NET                    | Newcastle upon Tyne                 |
| GB-NTY                    | North Tyneside                      |
| GB-OLD                    | Oldham                              |
| GB-RCH                    | Rochdale                            |
| GB-ROT                    | Rotherham                           |
| GB-SLF                    | Salford                             |
| GB-SAW                    | Sandwell                            |
| GB-SFT                    | Sefton                              |
| GB-SHF                    | Sheffield                           |
| GB-SOL                    | Solihull                            |
| GB-STY                    | South Tyneside                      |
| GB-SHN                    | St. Helens                          |
| GB-SKP                    | Stockport                           |
| GB-SND                    | Sunderland                          |
| GB-TAM                    | Tameside                            |
| GB-TRF                    | Trafford                            |
| GB-WKF                    | Wakefield                           |
| GB-WLL                    | Walsall                             |
| GB-WGN                    | Wigan                               |
| GB-WRL                    | Wirral                              |
| GB-WLV                    | Wolverhampton                       |
| Autorité unitaire         |                                     |
| GB-BAS                    | Bath and North East Somerset        |
| GB-BDF                    | Bedford                             |
| GB-BBD                    | Blackburn with Darwen               |
| GB-BPL                    | Blackpool                           |
| GB-BCP*                   | Bournemouth, Christchurch and Poole |
| GB-BRC                    | Bracknell Forest                    |
| GB-BNH                    | Brighton and Hove                   |
| GB-BST                    | Bristol, City of                    |
| GB-CBF*                   | Central Bedfordshire                |
| GB-CHE*                   | Cheshire East                       |
| GB-CHW*                   | Cheshire West and Chester           |
| GB-CON                    | Cornwall                            |
| GB-DAL                    | Darlington                          |
| GB-DER                    | Derby                               |
| GB-DUR                    | Durham, County                      |
| GB-ERY                    | East Riding of Yorkshire            |
| GB-HAL                    | Halton                              |
| GB-HPL                    | Hartlepool                          |
| GB-HEF                    | Herefordshire                       |
| GB-IOW                    | Isle of Wight                       |
| GB-IOS*                   | Isles of Scilly                     |
| GB-KHL                    | Kingston upon Hull                  |
| GB-LCE                    | Leicester                           |
| GB-LUT                    | Luton                               |
| GB-MDW                    | Medway                              |
| GB-MDB                    | Middlesbrough                       |
| GB-MIK                    | Milton Keynes                       |
| GB-NEL                    | North East Lincolnshire             |
| GB-NLN                    | North Lincolnshire                  |
| GB-NSM                    | North Somerset                      |
| GB-NBL                    | Northumberland                      |
| GB-NGM                    | Nottingham                          |
| GB-PTE                    | Peterborough                        |
| GB-PLY                    | Plymouth                            |
| GB-POR                    | Portsmouth                          |
| GB-RDG                    | Reading                             |
| GB-RCC                    | Redcar and Cleveland                |
| GB-RUT                    | Rutland                             |
| GB-SHR                    | Shropshire                          |
| GB-SLG                    | Slough                              |
| GB-SGC                    | South Gloucestershire               |
| GB-STH                    | Southampton                         |
| GB-SOS                    | Southend-on-Sea                     |
| GB-STT                    | Stockton-on-Tees                    |
| GB-STE                    | Stoke-on-Trent                      |
| GB-SWD                    | Swindon                             |
| GB-TFW                    | Telford and Wrekin                  |
| GB-THR                    | Thurrock                            |
| GB-TOB                    | Torbay                              |
| GB-WRT                    | Warrington                          |
| GB-WBK                    | West Berkshire                      |
| GB-WIL                    | Wiltshire                           |
| GB-WNM                    | Windsor and Maidenhead              |
| GB-WOK                    | Wokingham                           |
| GB-YOR                    | York                                |

Le Grand Londres

Arrondissement du Grand Londres avec la cité en rouge

Le Grand Londres est divisé en 32 arrondissements ou Borough de Londres, dont trois royal, et la Cité de Londres est une subdivision à part.
| Code ISO 3166-2     | Nom de l'arrondissement en anglais |
| ------------------- | ---------------------------------- |
| GB-BDG              | Barking and Dagenham               |
| GB-BNE              | Barnet                             |
| GB-BEX              | Bexley                             |
| GB-BEN              | Brent                              |
| GB-BRY              | Bromley                            |
| GB-CMD              | Camden                             |
| GB-CRY              | Croydon                            |
| GB-EAL              | Ealing                             |
| GB-ENF              | Enfield                            |
| GB-GRE              | Greenwich                          |
| GB-HCK              | Hackney                            |
| GB-HMF              | Hammersmith and Fulham             |
| GB-HRY              | Haringey                           |
| GB-HRW              | Harrow                             |
| GB-HAV              | Havering                           |
| GB-HIL              | Hillingdon                         |
| GB-HNS              | Hounslow                           |
| GB-ISL              | Islington                          |
| GB-KEC              | Kensington and Chelsea             |
| GB-KTT              | Kingston upon Thames               |
| GB-LBH              | Lambeth                            |
| GB-LEW              | Lewisham                           |
| GB-MRT              | Merton                             |
| GB-NWM              | Newham                             |
| GB-RDB              | Redbridge                          |
| GB-RIC              | Richmond upon Thames               |
| GB-SWK              | Southwark                          |
| GB-STN              | Sutton                             |
| GB-TWH              | Tower Hamlets                      |
| GB-WFT              | Waltham Forest                     |
| GB-WND              | Wandsworth                         |
| GB-WSM              | Westminster                        |
| Corporation urbaine |                                    |
| GB-LND              | London, City of                    |

## Subdivisions de l’Écosse
| Code ISO 3166-2 | Nom de la zone de conseil en anglais |
| --------------- | ------------------------------------ |
| GB-ABE          | Aberdeen City                        |
| GB-ABD          | Aberdeenshire                        |
| GB-ANS          | Angus                                |
| GB-AGB          | Argyll and Bute                      |
| GB-CLK          | Clackmannanshire                     |
| GB-DGY          | Dumfries and Galloway                |
| GB-DND          | Dundee City                          |
| GB-EAY          | East Ayrshire                        |
| GB-EDU          | East Dunbartonshire                  |
| GB-ELN          | East Lothian                         |
| GB-ERW          | East Renfrewshire                    |
| GB-EDH          | Edinburgh, City of                   |
| GB-ELS          | Eilean Siar (Hébrides extérieures)   |
| GB-FAL          | Falkirk                              |
| GB-FIF          | Fife                                 |
| GB-GLG          | Glasgow City                         |
| GB-HLD          | Highland                             |
| GB-IVC          | Inverclyde                           |
| GB-MLN          | Midlothian                           |
| GB-MRY          | Moray                                |
| GB-NAY          | North Ayrshire                       |
| GB-NLK          | North Lanarkshire                    |
| GB-ORK          | Orkney Islands (Orcades)             |
| GB-PKN          | Perth and Kinross                    |
| GB-RFW          | Renfrewshire                         |
| GB-SCB          | Scottish Borders                     |
| GB-ZET          | Shetland Islands                     |
| GB-SAY          | South Ayrshire                       |
| GB-SLK          | South Lanarkshire                    |
| GB-STG          | Stirling                             |
| GB-WDU          | West Dunbartonshire                  |
| GB-WLN          | West Lothian                         |

## Subdivisions du Pays de Galles
| Code ISO 3166-2 | Nom de l'autorité unitaire en anglais | Nom de l'autorité unitaire en gallois | Code alternatif gallois |
| --------------- | ------------------------------------- | ------------------------------------- | ----------------------- |
| GB-BGW          | Blaenau Gwent                         | NC                                    | NC                      |
| GB-BGE          | Bridgend                              | Pen-y-bont ar Ogwr                    | GB-POG                  |
| GB-CAY          | Caerphilly                            | Caerffili                             | GB-CAF                  |
| GB-CRF          | Cardiff                               | Caerdydd                              | GB-CRD                  |
| GB-CMN          | Carmarthenshire                       | Sir Gaerfyrddin                       | GB-GFY                  |
| GB-CGN          | Ceredigion                            | Sir Ceredigion                        |                         |
| GB-CWY          | Conwy                                 | NC                                    | NC                      |
| GB-DEN          | Denbighshire                          | Sir Ddinbych                          | GB-DDB                  |
| GB-FLN          | Flintshire                            | Sir y Fflint                          | GB-FFL                  |
| GB-GWN          | Gwynedd                               | NC                                    | NC                      |
| GB-AGY          | Isle of Anglesey                      | Sir Ynys Môn                          | GB-YNM                  |
| GB-MTY          | Merthyr Tydfil                        | Merthyr Tudful                        | GB-MTU                  |
| GB-MON          | Monmouthshire                         | Sir Fynwy                             | GB-FYN                  |
| GB-NTL          | Neath Port Talbot                     | Castell-nedd Port Talbot              | GB-CTL                  |
| GB-NWP          | Newport                               | Casnewydd                             | GB-CNW                  |
| GB-PEM          | Pembrokeshire                         | Sir Benfro                            | GB-BNF                  |
| GB-POW          | Powys                                 | NC                                    | NC                      |
| GB-RCT          | Rhondda Cynon Taff                    | Rhondda CynonTaf                      |                         |
| GB-SWA          | Swansea                               | Abertawe                              | GB-ATA                  |
| GB-TOF          | Torfaen                               | Tor-faen                              |                         |
| GB-VGL          | Vale of Glamorgan, The                | Bro Morgannwg                         | GB-BMG                  |
| GB-WRX          | Wrexham                               | Wrecsam                               | GB-WRC                  |

## Subdivisions de l'Irlande du Nord
| Code ISO 3166-2 | Nom du district en anglais           |
| --------------- | ------------------------------------ |
| GB-ANN          | Antrim and Newtownabbey              |
| GB-AND          | Ards and North Down                  |
| GB-ABC          | Armagh City, Banbridge and Craigavon |
| GB-BFS          | Belfast City                         |
| GB-CCG          | Causeway Coast and Glens             |
| GB-DRS          | Derry and Strabane                   |
| GB-FMO          | Fermanagh and Omagh                  |
| GB-LBC          | Lisburn and Castlereagh              |
| GB-MEA          | Mid and East Antrim                  |
| GB-MUL          | Mid-Ulster                           |
| GB-NMD          | Newry, Mourne and Down               |

## Mises à jour
Historique des changements
- 21 mai 2002 : Various corrections of name forms i.e. deletion of name adjuncts (bulletin no I-2)
- 17 avril 2007 : Modification of the administrative structure (bulletin no I-8)
- 28 novembre 2007 : Modification of administrative structure (bulletin no I-9
- 30 juin 2010 : Mise à jour résultant de la réalité du découpage administratif et mise à jour de la liste source.
- 13 décembre 2011 : Reprise de la NLII-2 à propos d’évolution de noms administratifs.
- 30 octobre 2014 : Ajout de GB-IOS
- 18 décembre 2014 : Alignement de la forme courte anglaise et française en majuscules et minuscules avec UNTERM; mise à jour des remarques en français
- 27 novembre 2015 : Suppression des zones de conseil de district et ajout des districts ; mise à jour de la Liste Source
- 22 novembre 2019 : Modification du nom de la subdivision de GB-ABC, GB-DRS; Modification de la remarque, partie 2; Mise à jour de la Liste Source
- 24 novembre 2020 : Suppression de GB-BMH, GB-POL; Ajout de GB-BCP; Correction de l'orthographe de GB-BFS, GB-DRS, GB-DUR, GB-MUL, GB-RCT, GB-SCB; Modification de la remarque, partie 2; Mise à jour de la Liste Source
- 25 novembre 2021 : Ajout de catégorie de subdivision pays et province en eng & fra; Modification de la remarque, partie 2; Ajout d'un pays GB-ENG, GB-WLS, GB-SCT; Ajout d'une province GB-NIR; Ajout des subdivision-mères
- 3 mars 2022 : Correction de la subdivision-mère GB-PEM